# Boynne Sulci
I Boynne Sulci sono una struttura geologica della superficie di Tritone.